# Лакашинское сельское поселение
Лакашинское се́льское поселе́ние — муниципальное образование в Спасском районе Рязанской области Российской Федерации.
Административный центр — село Лакаш.

## История
Лакашинское сельское поселение образовано в 2006 году.

## Население
| 2010 | 2012  | 2013  | 2014  | 2015  | 2016 | 2017 | 2018 | 2019 |
| ---- | ----- | ----- | ----- | ----- | ---- | ---- | ---- | ---- |
| 1140 | ↘1105 | ↘1070 | ↘1040 | ↘1011 | ↘975 | ↘973 | ↘968 | ↘966 |
| 2020 | 2021  |       |       |       |      |      |      |      |
| ↗967 | ↘956  |       |       |       |      |      |      |      |

## Состав сельского поселения
| № | Населённый пункт | Тип населённого пункта       | Население |
| - | ---------------- | ---------------------------- | --------- |
| 1 | Брыкин Бор       | посёлок                      | 185       |
| 2 | Городковичи      | село                         | ↘273      |
| 3 | Добрянка         | деревня                      | 47        |
| 4 | Лакаш            | село, административный центр | ↘504      |
| 5 | Орехово          | село                         | ↘68       |
| 6 | Папушево         | деревня                      | ↘63       |

## Местное самоуправление
Главы сельского поселения
- до 2023 года — Юрий Васильевич Машнин[14]
- с 2023 года — Александр Анатольевич Цыбизов